# Haihui (köpinghuvudort i Kina, Jiangxi Sheng, lat 29,54, long 116,05)
Haihui är en köpinghuvudort i Kina. Den ligger i provinsen Jiangxi, i den sydöstra delen av landet, omkring 97 kilometer norr om provinshuvudstaden Nanchang. Antalet invånare är 24 906. Befolkningen består av 12 020 kvinnor och 12 886 män. Barn under 15 år utgör 19,0 %, vuxna 15-64 år 71 %, och äldre över 65 år 8,0 %.
Runt Haihui är det tätbefolkat, med 369 invånare per kvadratkilometer. Närmaste större samhälle är Lushanqu, 16,6 km norr om Haihui. 
Genomsnittlig årsnederbörd är 2 294 millimeter. Den regnigaste månaden är maj, med i genomsnitt 338 mm nederbörd, och den torraste är januari, med 74 mm nederbörd.